# 의정부시·양주군 (1963년 선거구)
의정부시·양주군은 대한민국의 옛 국회의원 선거구이다. 당시 경기도 의정부시와 양주군 지역을 관할했다.

## 역사
1963년 1월, 양주군 의정부읍이 의정부시로 승격되었다. 이에 제6대 국회의원 선거를 앞두고 의정부시와 양주군을 모두 관할하는 의정부시·양주군 선거구가 신설되었다.
제9대 국회의원 선거를 앞두고 파주군 선거구와 통합되면서 의정부시·양주군·파주군 선거구를 형성하게 됨에 따라 폐지되었다.

## 역대 국회의원
| 선거   | 정당 | 정당       | 의원   |
| ------ | ---- | ---------- | ------ |
| 1963년 |      | 민정당     | 강승구 |
| 1967년 |      | 민주공화당 | 이진용 |
| 1971년 |      | 민주공화당 | 이윤학 |

## 역대 선거 결과

### 대한민국 제6대 국회의원 선거
|  | 33.32% |

|  | 24.61% |

|  | 20.57% |

|  | 16.91% |

|  | 2.59% |

|  | 1.96% |

### 대한민국 제7대 국회의원 선거
|  | 54.76% |

|  | 27.19% |

|  | 6.93% |

|  | 6.50% |

|  | 3.25% |

|  | 1.35% |

### 대한민국 제8대 국회의원 선거
|  | 40.69% |

|  | 29.11% |

|  | 29.04% |

|  | 1.14% |